# Rellingen
Rellingen település Németországban, Schleswig-Holstein tartományban. Lakosainak száma 14 840 fő (2023. december 31.). Rellingen Halstenbek és Pinneberg községekkel határos.

## Népesség
A település népességének változása:
| Lakosok száma | 13 321 | 14 391 | 14 341 | 14 437 | 14 725 | 14 840 |
|               | 1975   | 2017   | 2019   | 2021   | 2022   | 2023   |